# Neobertiera
Neobertiera é um género botânico pertencente à família Rubiaceae.